# Bogdanowicz (miasto)
Bogdanowicz (ros. Богданович) – miasto w Rosji. Centrum administracyjne rejonu bogdanowickiego w obwodzie swierdłowskim. Położone na wschodnich stokach Środkowego Uralu nad rzeką Kunarą, prawym dopływem Pyszmy, 99 km na wschód od Jekaterynburga. Prawa miejskie od 1947 roku. W 2005 roku liczyło 32,3 tys. mieszkańców.

## Historia
Powstało w 1885 roku jako stacja kolejowa II kategorii w trakcie budowy linii kolejowej Jekaterynburg - Tiumeń. Nazwa – od nazwiska generała Jewgienija Bogdanowicza, zwolennika i propagatora idei budowy kolei transsyberyjskiej.